# Écriture secrétaire

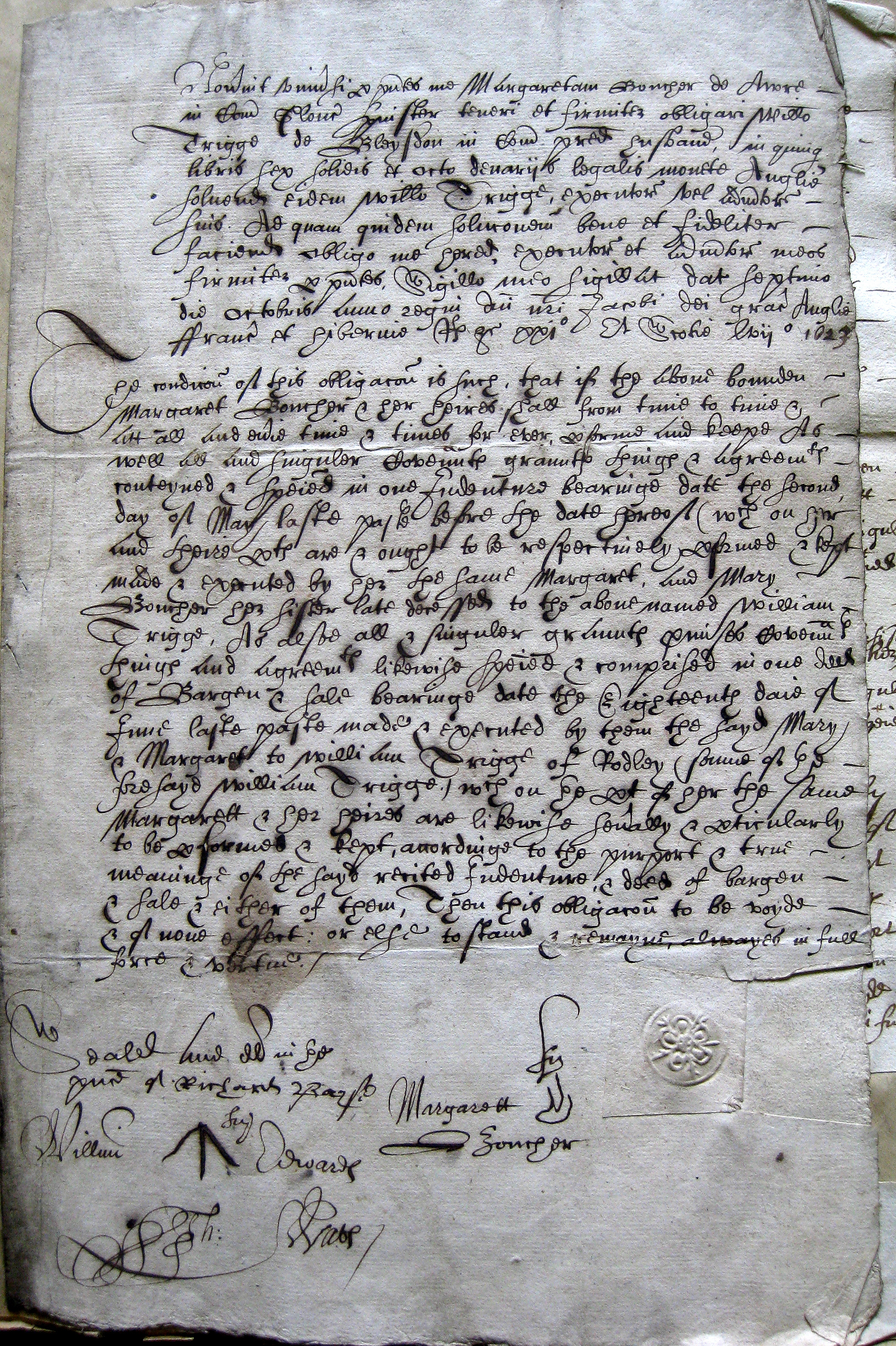
Contrat datant de 1623 écrit en latin et en anglais.

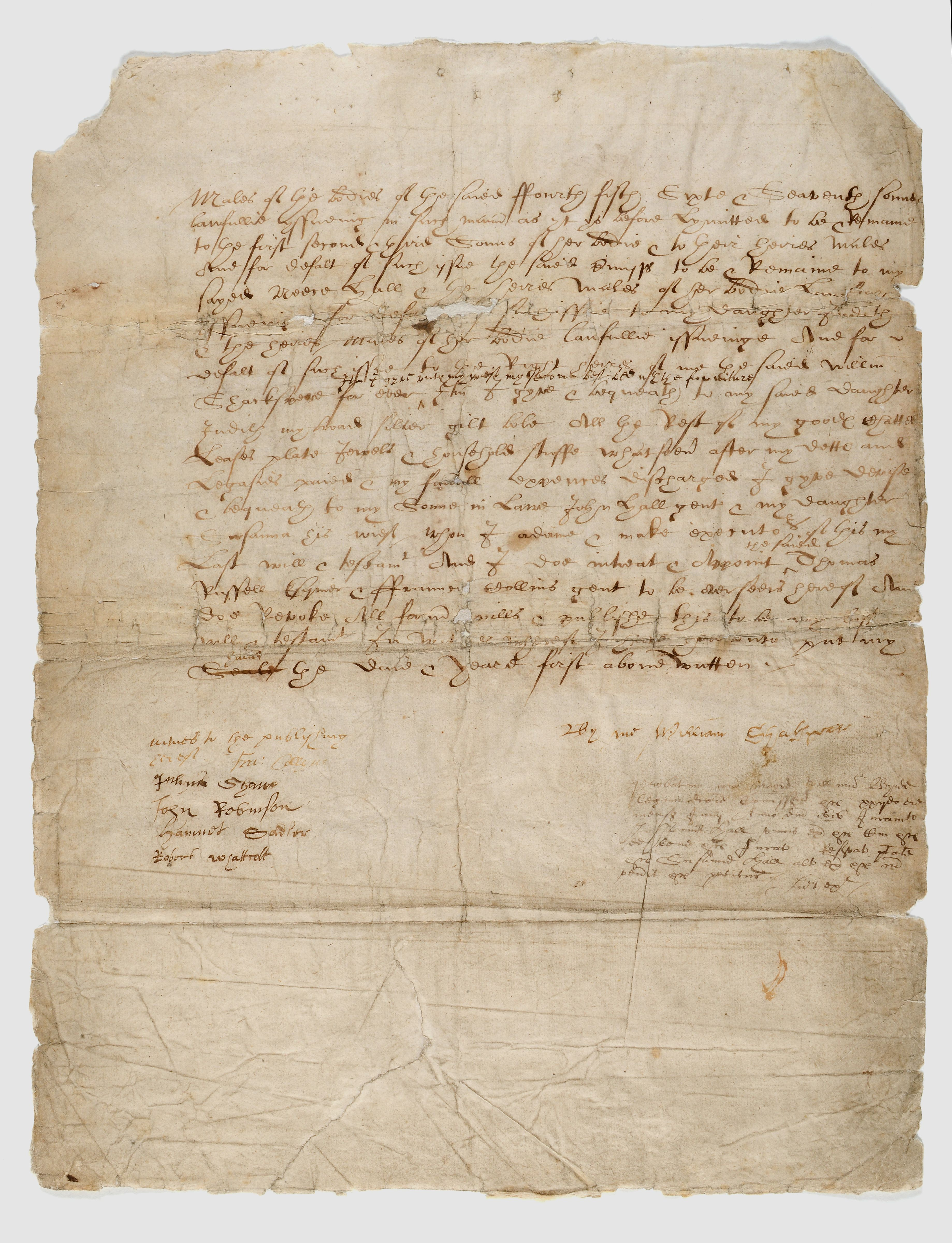
Testament de William Shakespeare rédigé en écriture secrétaire.

L'écriture secrétaire (appelée en Angleterre Secretary hand) est un style d'écriture manuscrite européenne, qui s'est développée au début du XVIe siècle, et qui est restée commune jusqu'au XVIIe siècle pour écrire l'anglais, l'allemand, le gallois et les langues gaéliques.

## Origine
Prédominante avant l'apparition de l'écriture italique, l'écriture secrétaire répond au besoin d'une écriture plus lisible et plus universellement reconnaissable que l'écriture pour livre (book hand) utilisée au Moyen Âge central, afin de permettre l'échange de correspondances, personnelles et d'affaires, sur de plus en plus grandes distances, ainsi qu'entre chancelleries et cours royales. L'écriture utilisée jusque-là par les secrétaires s'était développée à partir de l'écriture cursive, et est restée d'usage courant dans toutes les îles Britanniques durant tout le XVIIe siècle. En dépit de ses boucles et de ses fioritures, elle était beaucoup employée par les écrivains publics et par ceux qui passaient quotidiennement des heures à écrire. 
En 1618, Martin Billingsley (en), un spécialiste en écriture manuscrite, distinguait trois formes d'écriture secrétaire, en plus des écritures mixtes, qui utilisaient quelques lettres de forme romaine, des écritures spécialisées, comme l'écriture légale employée pour les actes officiels des cours des plaids-communs et de la cour du banc du roi, et enfin les écritures archaïques utilisées pour grossoyer les pipe rolls (en) et autres documents. 
À l'époque du roi Henri VII, beaucoup d'écrivains commencèrent à adopter le style « italien », une écriture cursive développée à partir de l'humaniste minuscule ou « romaine », qui était plus facile à lire, mais aussi plus facile à contrefaire. On apprenait souvent aux dames anglaises cette « écriture italienne », qui convenait à leurs besoins épistolaires occasionnels.

## Usages
Grace Ioppolo note que la convention d'écriture des pièces de théâtre était de mettre en italique les indications scéniques, les noms des personnages et les didascalies, et en écriture secrétaire les dialogues. L'usage moderne de l'écriture italique dériverait de cette convention. En réalité, les manuscrits de la plupart des dramaturges élisabéthains étaient entièrement rédigés en italique, considérée comme plus moderne, à l'exception de Shakespeare qui écrivait en « secrétaire », soit parce qu'il avait quelques années de plus, soit parce qu'il avait été éduqué en province. Cette caractéristique a permis de montrer que Shakespeare a collaboré vers 1593 à la pièce The Book of Sir Thomas More en en examinant le manuscrit composé de six écritures différentes. 
En plus des paléographes, les généalogistes, certains historiens et les spécialistes de la littérature de la Renaissance sont habitués à lire de l'écriture secrétaire.
Le faussaire William Henry Ireland produit au XVIIIe siècle de faux documents concernant Shakespeare en utilisant l'écriture secrétaire.
Deux courtes brochures fournissent une introduction à cette forme d'écriture : Lionel M. Munby, Secretary Hand: a beginner's introduction (British Association for Local History), 1984, et Alf Ison, A Secretary Hand ABC Book, 1990.

### Sources
- (en) Cet article est partiellement ou en totalité issu de l’article de Wikipédia en anglais intitulé « Secretary hand » (voir la liste des auteurs).